# M&M's
Los M&M's son pequeños pedazos de chocolate con leche revestidos de azúcar, producidos por Mars Incorporated, populares en muchos países alrededor del mundo. Los caramelos fueron hechos originalmente en seis colores: rojo, anaranjado, amarillo, verde, marrón, y azul. Los M&M pueden ser de diversos sabores, aunque las dos variaciones principales son el de chocolate con leche solo y el que fusiona el chocolate con leche con cacahuate. Ambos tipos de M&M poseen la misma diversidad de colores. Las otras variaciones son difíciles de encontrar: chocolate-menta, dulce de leche, caramelo salado, almendra, mantequilla de cacahuate, chocolate blanco (con y sin los cacahuates), chocolate con leche con arroz inflado, y chocolate negro.
El nombre en realidad viene a ser una marca comercial propiedad de la compañía chocolatera estadounidense Mars que pasó al lenguaje popular por el fenómeno de la vulgarización de marca. Ha de tomarse en cuenta que el auténtico nombre de este producto es grageado de chocolate.

## Historia

### Orígenes
Los estadounidenses Forrest Mars, Sr. y R. Bruce Murrie descubrieron los Smarties británicos cuando vieron comerlos a unos soldados ingleses durante la Guerra civil española (1936-1939). Después de que compraron en 1939 los derechos, introdujeron el producto en el mercado estadounidense con otro nombre porque ya se vendía un dulce con el nombre de Smarties. Para dar un nombre a la marca utilizaron las iniciales de sus apellidos: M y M.
Los M&M's fueron vendidos por primera vez en Estados Unidos en 1942. A principios de 1952 en Estados Unidos, los M&M's consiguieron un rápido crecimiento de popularidad entre los ciudadanos gracias, en parte, al auge de la televisión. En 1954, se introdujeron en el mercado los confites de chocolate con cacahuetes, y continuaron aumentando las ventas de ambas variedades. Ese mismo año, aparecen los personajes de M&M's y su famoso eslogan "El chocolate se derrite en tu boca, no en tu mano", que debutan en publicidad. En 1967, a los tradicionales confites de cacahuetes marrones se agregaron tres nuevos colores: rojo, verde y amarillo. En 1979, la compañía plasma las mascotas de M&M's en el envoltorio de las chocolatinas, a los que se sumaría pronto el envoltorio naranja.
Ese mismo año, el color rojo se eliminó de la variedad de los confites de chocolate debido a la controversia que se generó con los colorantes rojos en las comidas, pese a que este colorante no se utilizaba en los confites de M&M's. Sin embargo, se decidió eliminar este color para evitar la confusión del consumidor. Aunque todavía, en algunos locales, se podían encontrar de estos.

### Años 1980-90
En 1982, la compañía logró un importante avance mediático: los astronautas incluían los M&M's en sus comidas. Actualmente, los confites se encuentran en constante exhibición en el Museo Nacional Aéreo y Espacial en Washington D. C.. A principios de los años 1980 se lanzó una línea especial de M&M's que incluía motivos navideños en sus envases como el rojo y verde, y en colores pastel para Pascuas. También durante 1980 la marca M&M's aceleró su expansión a nivel internacional, principalmente en mercados europeos. En 1987 el rojo volvía a estar en el catálogo por insistencia popular.
Durante 1990 se incorporaron dos nuevos productos a la familia M&M's: los confites de chocolate con manteca de cacahuete y los confites de chocolate con almendras y también fue patrocinador oficial de la Copa Mundial de Fútbol de 1990 que se desarrolló en Italia. 
En 1995, la marca inició una campaña para lanzar un nuevo color. Se les pidió a los consumidores que votaran por el azul, rosa, lila, o que, directamente, no hubiera cambios. Ganó el azul con el 54% de más de 10 millones de votos. En 1996, se lanzaron los multicolores M&M's minis.
En 1996, la campaña publicitaria de M&M's en la que aparecían los personajes se posicionó en el primer lugar, entre más de 60 campañas calificadas por el periódico USA Today. Los nuevos personajes se convirtieron en un éxito entre los consumidores, superando en popularidad a Mickey Mouse o Bart Simpson.
El momento más importante durante el año 1997 fue el debut de Verde, el primer personaje M&M's femenino. Este nuevo personaje promocionó el eslogan "No me derrito por nadie" y rápidamente fue célebre entre sus colegas masculinos: los personajes Rojo, Amarillo y Azul. 
En 1997 se realizó la gran inauguración del Mundo M&M's, un negocio en Las Vegas con todo tipo de merchandising de la marca.

### Actualidad
Para su 75 aniversario en 2016, M&M's hizo un reboot de su tema más famoso, Candyman (por Sammy Davis, Jr.), compuesto por el DJ ruso Zedd e interpretado por Aloe Blacc (conocido por interpretar Wake Me Up de Avicii).

## Los personajes de M&M's
Billy West presta su voz en inglés y en español de América Carlos Enrique Bonilla al M&M Rojo en Estados Unidos, J. K. Simmons hace del Amarillo, Cree Summer de la Verde, Erick Kirkchberger de Crispy (El Naranja, el único que no se llama como un color), Vanessa Williams de la café y finalmente, Phil Hartman prestó su voz al M&M Azul desde 1995 hasta 1998 después de que Hartman fuese asesinado, de igual forma, Hartman interpretó a Troy McClure en Los Simpson desde su primera aparición hasta su asesinato, de 1999 hasta hoy, Robb Pruitt ha prestado su voz al Azul en comerciales.

## Tiendas
Existen 5 tiendas de M&M's World en el mundo (3 en Estados Unidos, una en Inglaterra y otra en China), las cuales son «macrotiendas» donde se encuentra desde camisas, bolsos y llaveros hasta muñecos. Esto también fue gracias a la productora y elaboradora de chocolates AOD (llamada así por sus siglas). Las tiendas están localizadas en: Nueva York, Las Vegas, Orlando (Florida), Londres y Shanghái.

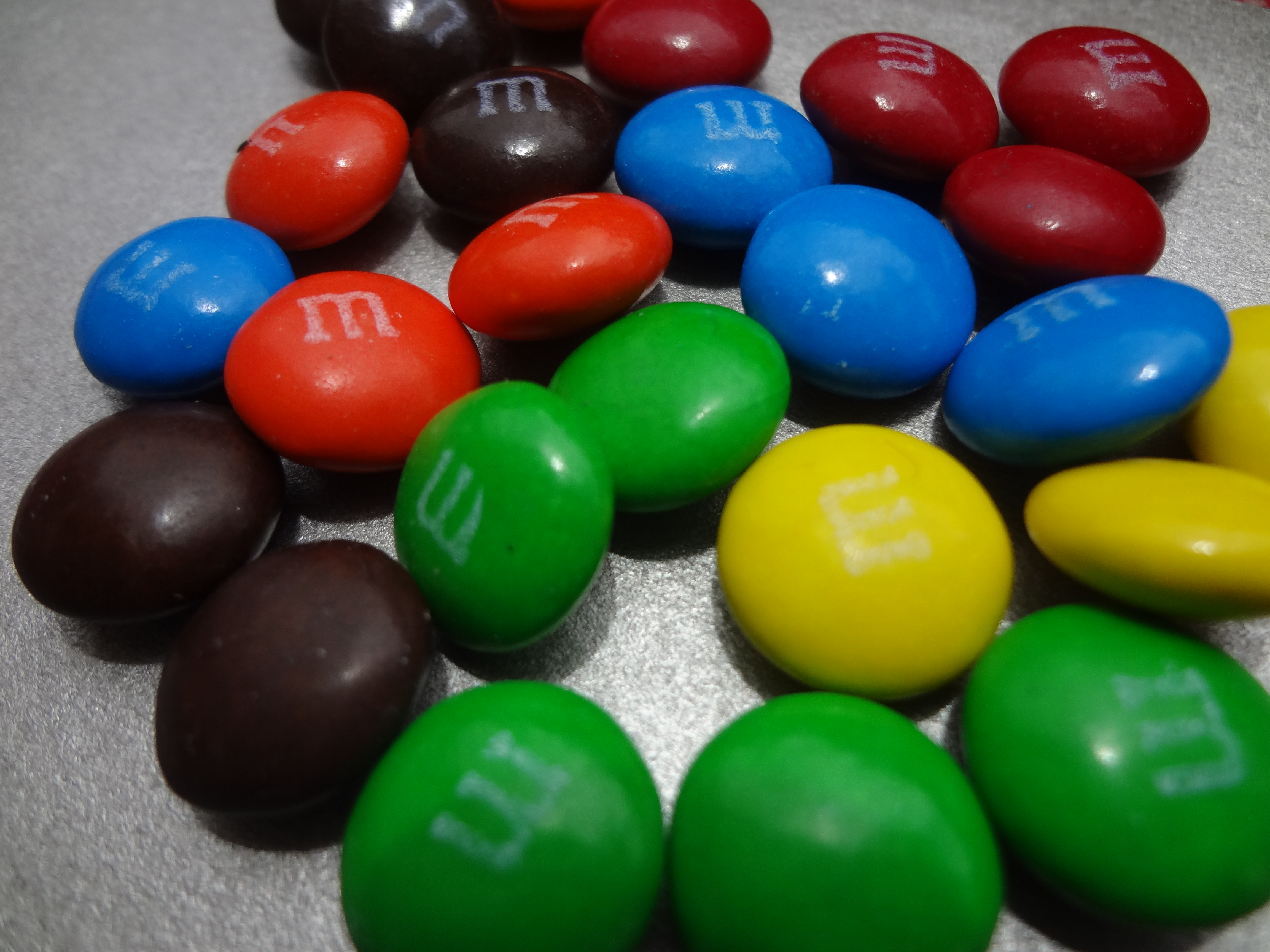
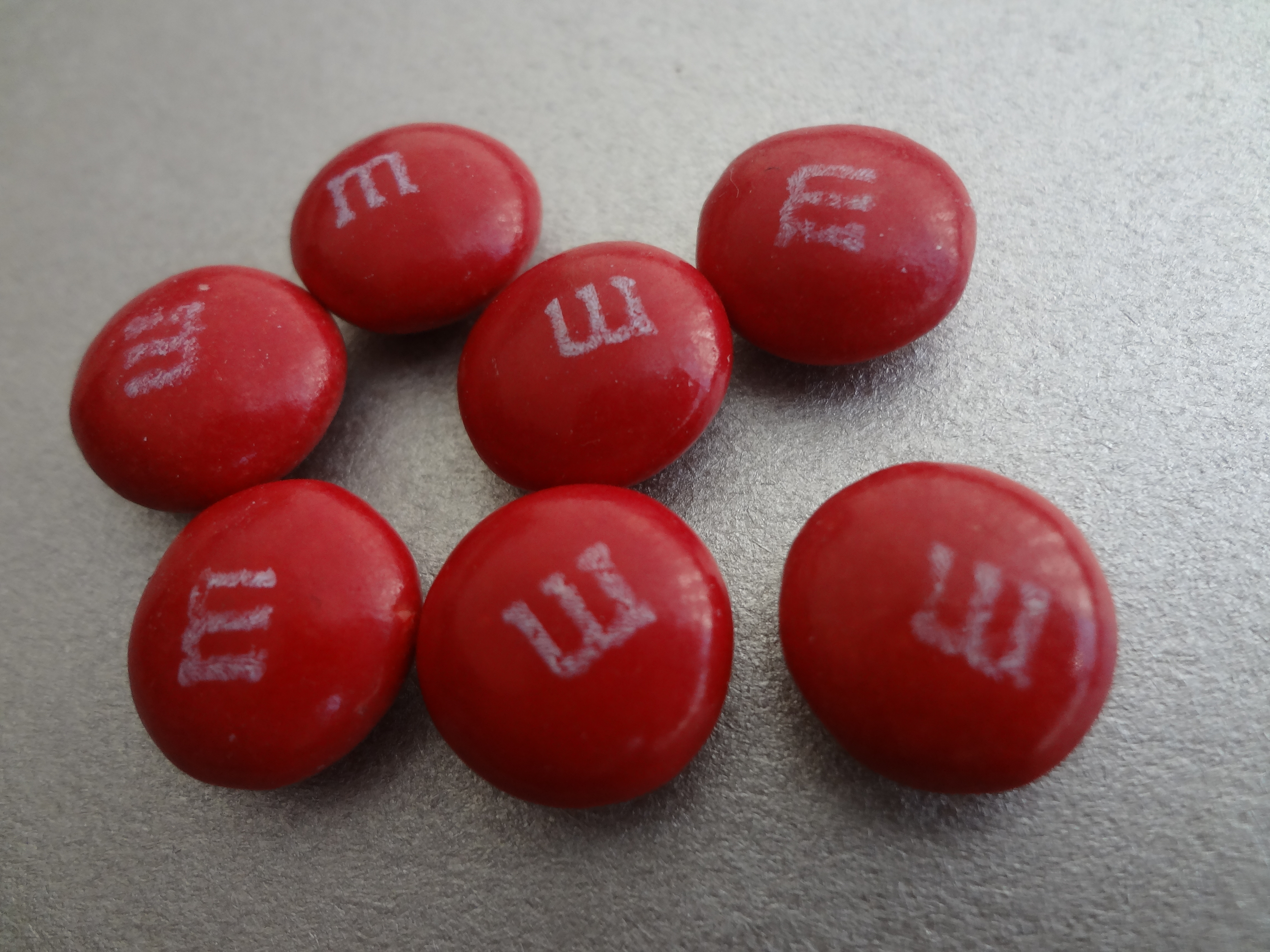
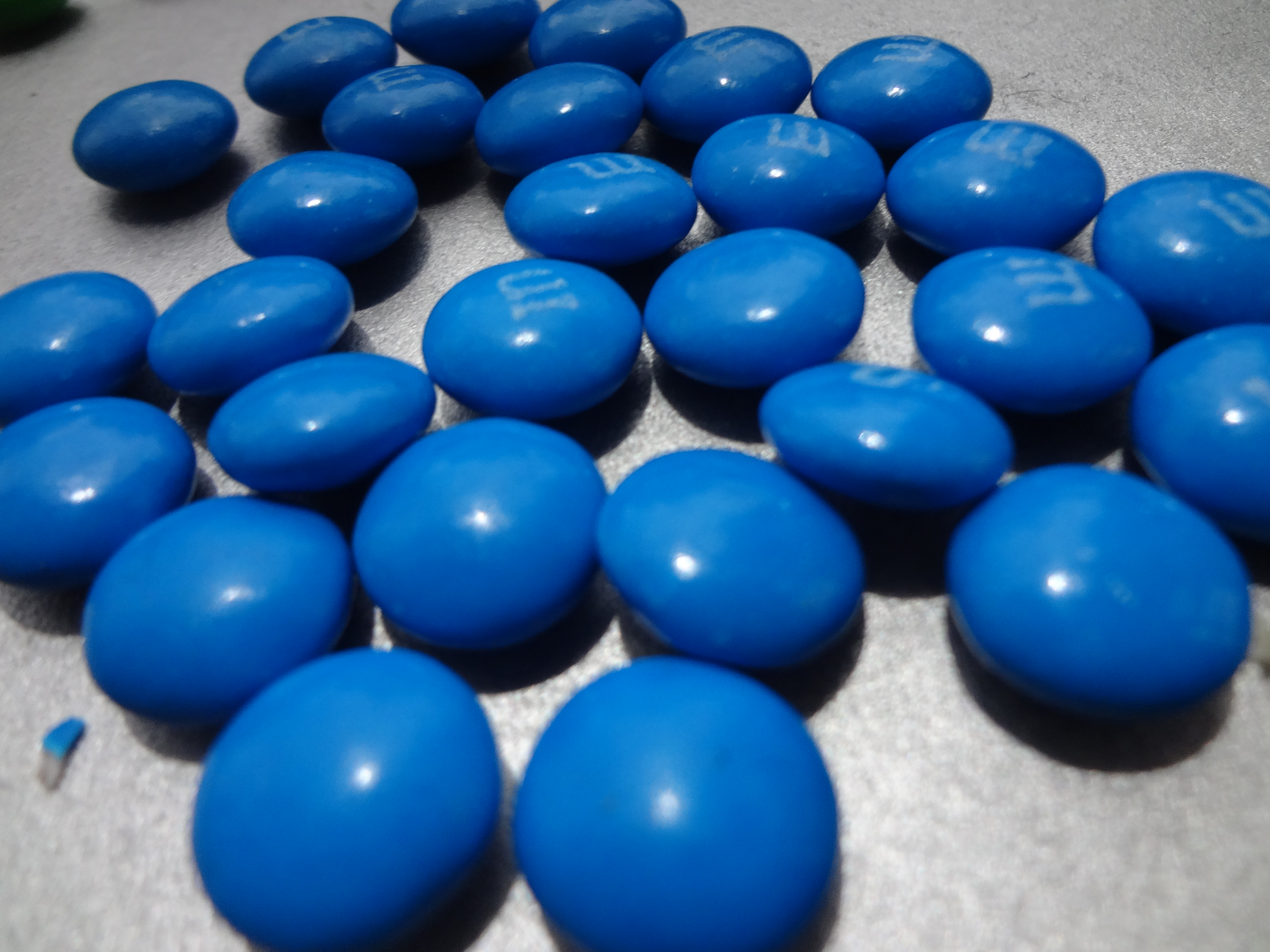
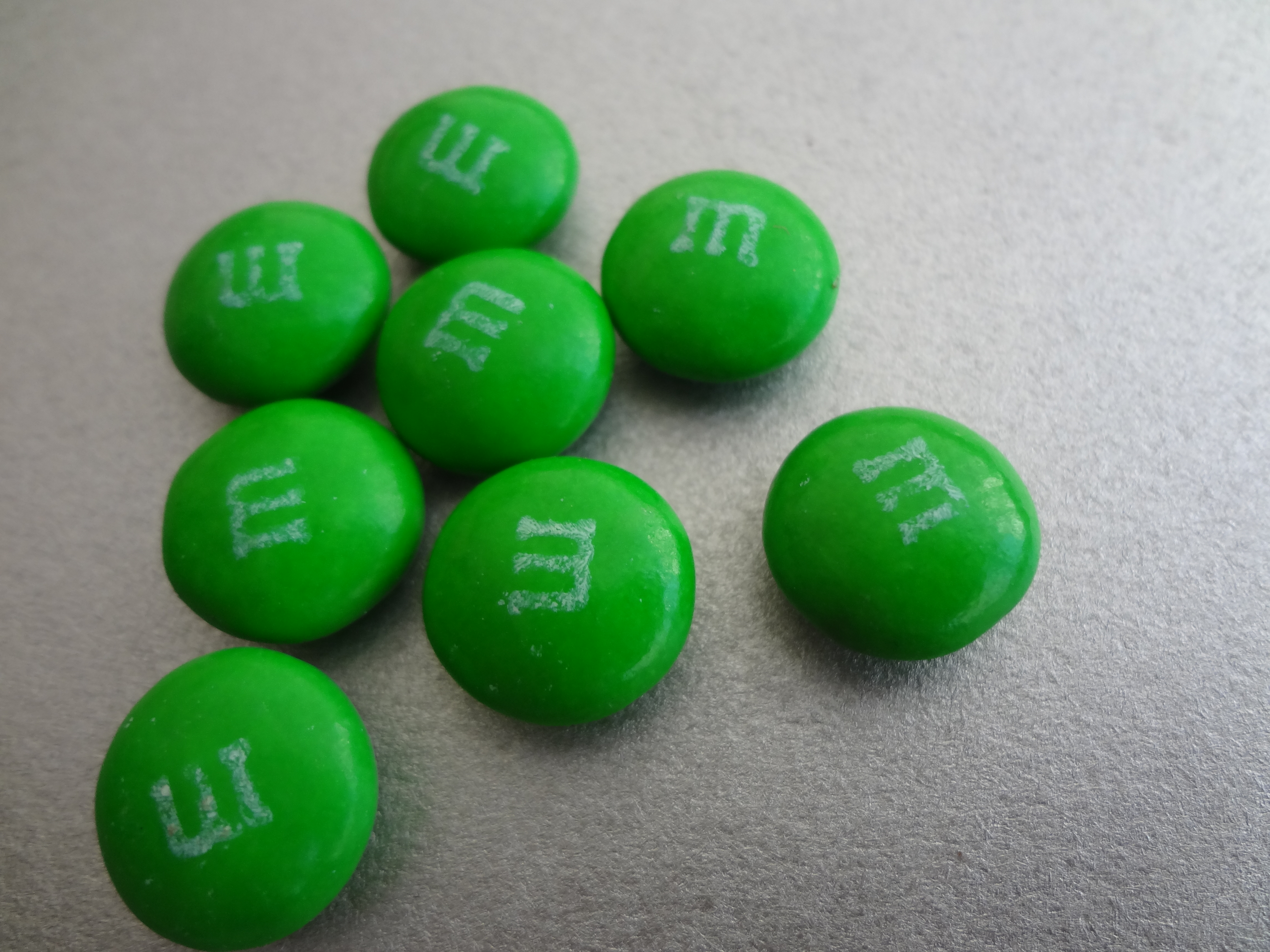